# Francesco Manna

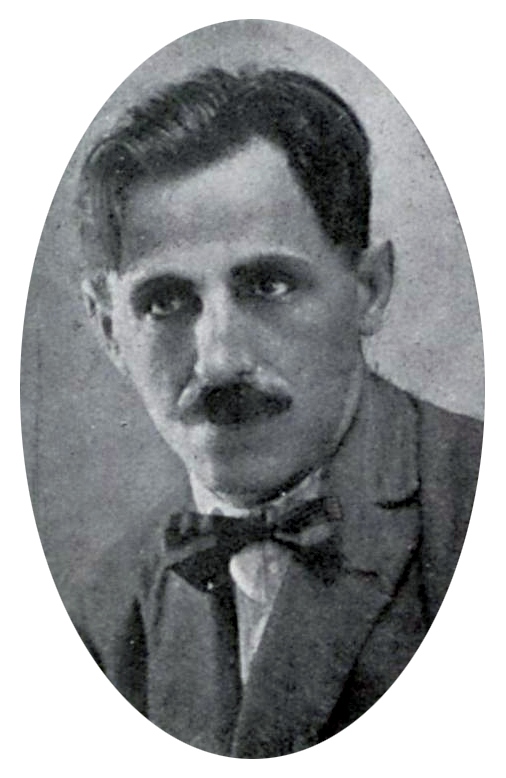
Francisco Manna

Francesco Manna, conhecido no Brasil como Francisco Manna, (Sicília, 15 de julho de 1879 — Rio de Janeiro, 22 de março de 1955) foi um pintor e desenhista italiano naturalizado brasileiro.

## Biografia
Chegou ao Brasil em 1886, junto com a família, que se estabeleceu em Porto Alegre. Começou seus estudos artísticos em 1896, com o italiano Romualdo Prati. Viajou para Roma em 1902, frequentando a Real Academia de Belas Artes por um breve período, retornando ao Brasil no mesmo ano. Transferindo-se para o Rio de Janeiro em fins de 1903, estudou na Escola Nacional de Belas Artes, sendo discípulo de Zeferino da Costa e Henrique Bernardelli.
A partir de 1906 deu aulas no Liceu de Artes e Ofícios. Foi também professor da Escola Nacional de Belas Artes, membro da Comissão de Paisagem e da Comissão de Finanças da Sociedade Brasileira de Belas Artes, desenhista calígrafo do Museu Nacional de 1918 a 1934, e membro do júri da exposição do Liceu em 1920.
Frequentava o Café Paris, no Largo da Carioca, que reunia a boemia artística da cidade. Participante assíduo do Salão Nacional de Belas Artes, muito premiado, chegou a receber o Grande Prêmio de Viagem, mas não pôde desfrutá-lo por não ser brasileiro nato. O caso gerou um escândalo que repercutiu na imprensa por meses. Apelou ao ministro do interior para receber a cidadania, que foi a princípio negada, mas concedida em 13 de outubro de 1911. No início da década de 1940 começou a reduzir sua participação nos salões, segundo Quirino Campofiorito em meados da década parece ter deixado de produzir, afastou-se dos grupos artísticos e não participou mais de exposições, sem que se saiba dos motivos, mas em julho de 1953 foi eleito para a comissão organizadora do Salão Nacional.
Faleceu no Rio em 22 de março de 1955, sendo sepultado no Cemitério São João Batista. Casado duas vezes, deixou três filhos e uma filha. Recebeu vários obituários, todos muito elogiosos. O do Jornal do Brasil disse que "o Rio de Janeiro perde um de seus nomes mais expressivos. Artista de real valor, produziu uma obra perene. Seus quadros, notadamente da última fase, quando gravou paisagens de lugares históricos, aspectos da via colonial, ficarão entre o que de melhor se tem feito nesse setor da arte. De encarecer, principalmente, é a sua figura humana. Era um homem bom. Indiferente ao próprio valor e à glória, que às vezes se constrói nos grupinhos de elogio mútuo, realizou-se na pintura e na família. Educou bem a prole, sendo que seus filhos Írio e Rubens de Lacerda Manna são médicos de nomeada. Era casado, em segundas núpcias, com D. Almerinda Lins Manna".

## Obra e recepção crítica

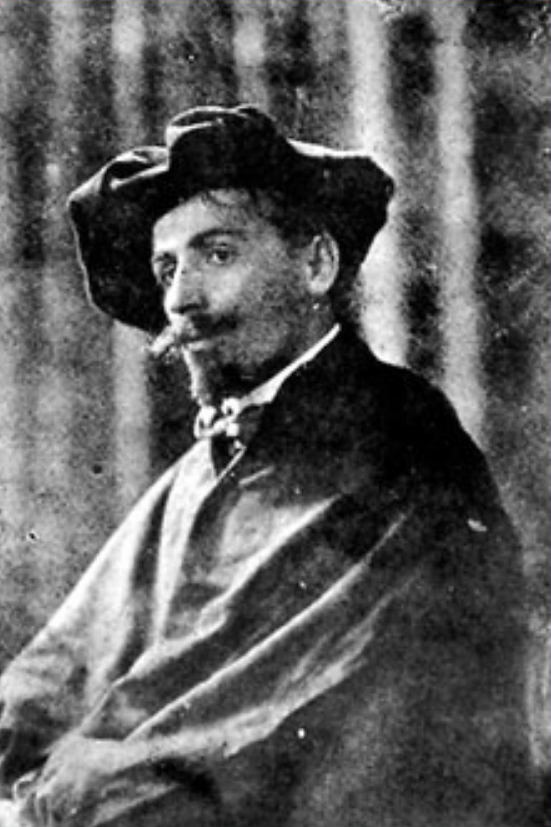
Francisco Manna

Segundo o crítico Quirino Campofiorito, sua obra é muito devedora do impressionismo, e apesar de ser natural da Itália, "o pintor integra-se como um autêntico nacional na arte brasileira", sendo "um artista que enriquece com sua obra a pintura brasileira". Simpatizava com o ideário socialista e sempre se interessou em sua pintura pelos tipos populares e motivos de caráter social. Dentre suas melhores telas destacam-se Claro escuro social e Luta pela vida, que foram muito elogiadas quando foram expostas nos salões. Dedicou muito espaço também para a paisagem.
Participou de treze edições do Salão Geral de Belas Artes (antigo nome do Salão Nacional) entre 1904 e 1930. Foi um dos artistas convidados a participar da exposição de arte brasileira em Lisboa em 1939. Participou postumamente das retrospectivas O Rio na Pintura Brasileira (Biblioteca Estadual da Guanabara, 1961) e Pintores Italianos no Brasil (1982, Museu de Arte Moderna de São Paulo).
Ercole Cremona disse que Claro escuro social, exposta no Salão Geral de 1906, mereceu "os mais francos elogios dos mestres e da crítica. A tela retratava um aspecto de rua, movimentada, cheia de luz; no primeiro plano, uma torturada figura de miserável, maltrapilha e sofredora, contrastava com a luz e o movimento do resto do quadro. Araújo Vianna, que era um espírito de escol, tinha pela tela uma verdadeira admiração e disso não faz mistério". Sua primeira individual no Rio, na Galeria Rembrandt, em 1907, foi bem recebida. A Gazeta de Notícias incentivou o público à visitação desse "moço cheio de talento e tão fecundo. Com efeito, Manna não tem trinta anos. A sua exposição, contando as manchas, as pochades, os estudos, compõe-se de 100 quadros. É o tour de force da atividade aliada a uma vibração artística superior". O jornal A Notícia saudou-o como um artista a quem não precediam triunfos mas era motivo de surpresa, demonstrando um trabalho ainda modesto mas que já indicava certa individualidade, sendo considerado uma promessa.

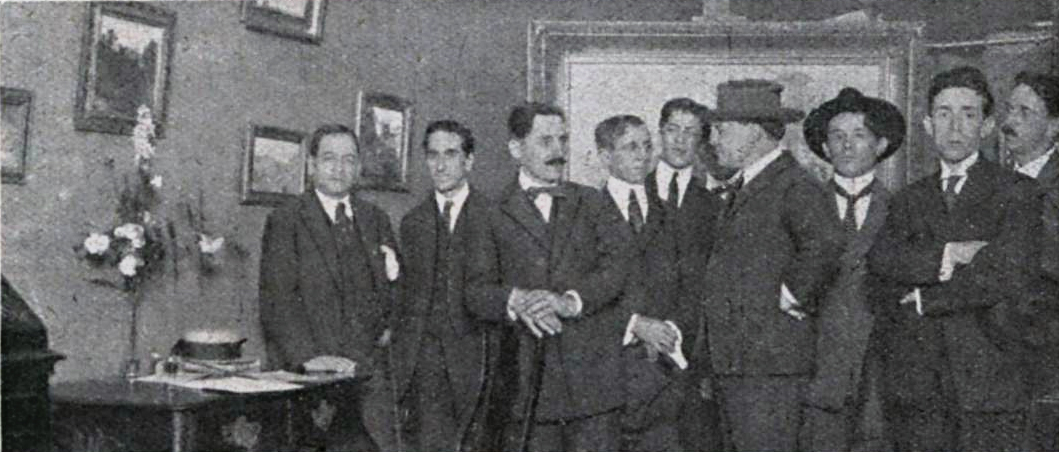
Exposição de Francisco Manna em 1923

Fez outra individual em 1923, quando foi citado na revista O Malho como um destacado artista, e elogiado no Jornal do Comércio: "O sr. Francisco Manna já é nosso velho conhecido, e por mais de uma vez temos tido a oportunidade de falar nestas colunas a seu respeito. [...] Tem exposto tão frequentemente no Rio que já é considerado um dos nossos, e tem sempre merecido considerações da imprensa. É um artista modesto, mas que pinta limpamente, desenha com correção e sem se atirar a obras de grande pretensão, fez coisas, tanto na paisagem como na pintura da figura, que não deixam de o honrar. [...] Só o fato de expor na Galeria Jorge já lhe recomenda os trabalhos, que não fazem figura secundária naquele meio, e isso já é dizer muito". O crítico Terra de Senna na revista Don Quixote foi mais entusiástico, dizendo que ele era "nome por demais conhecido nos nossos meios de arte. [...] Se impõe com um artista capaz de cultivar todos os gêneros. [...] Não se deixa levar pelas convenções artísticas que afirmam ser a paisagem brasileira incondicionalmente banhada a raios de sol. Pinta a paisagem como a vê, com luz ou sem luz, morna ou escaldante. Nos caracteres das árvores, Francisco Manna segue, porém, a escola retratista do professor Amoedo, por exemplo. Aquela Mangueira em flores, ou mesmo Coqueiro em flor, enganaria meio mundo. Velha fazenda, Ao cair da tarde, Manhã luminosa, Olaria em atividade, Sol de inverno, são telas que confirmam o renome conseguido pelo pintor".
No mesmo ano expôs na Exposição Brasileira de Belas Artes e foi elogiado na Gazeta de Notícias como um pintor que possuía "grande visão estética, e mostra-se conhecedor dos mais difíceis segredos da pintura, sobretudo na oposição das cores complementares e dos seus múltiplos reflexos".
Uma outra individual na Galeria Jorge em 1928 foi louvada no Jornal do Comércio: "Francisco Manna é um nome acatado no nosso meio artístico. É um artista cuja obra impressiona à primeira vista. Na arte a que se dedica, o seu trabalho prende logo a atenção e impõe-se à análise. O seu colorido, a largueza dos seus traços, as suas tonalidades, as perspectivas achadas com uma boa técnica, influem poderosamente para que, uma vez em frente a um dos seus quadros, não o abandonemos. [...] Ninguém poderá ver, sem sentir a melhor impressão, numerosos trabalhos seus que o hão de recomendar como um belo artista".

## Prêmios
- Menção Honrosa de 1º Grau no Salão Geral de 1906.[29]
- Medalha de Ouro na Exposição Nacional de 1908.[30]
- Medalha de Prata no Salão Geral de 1909. Como não houve contemplados no Grande Prêmio de Viagem e ele era o melhor colocado, solicitou recebê-lo, pois o regulamento do Salão obrigava a concessão todos os anos, mas não teve êxito.[31][32]
- Grande Prêmio de Viagem no Salão Geral de 1910, mas o prêmio foi anulado porque não era brasileiro nato.[33]
- Medalha de Bronze na Exposição Internacional de Belas Artes do Chile em 1912.[34]
- Primeiro Prêmio em dinheiro no Salão Geral de 1921, no valor de um conto de réis.[35]
- Grande Medalha de Prata no Salão Geral de 1925.[1]
- Prêmio de Animação no Salão Geral de 1928, no valor de 500 mil réis. Uma tela foi adquirida para a pinacoteca da Escola Nacional.[36][37]
- Menção Honrosa no V Salão Paulista de Belas Artes de 1938.[38]

Em 1982, quando a sede da Sociedade Brasileira de Belas Artes foi tombada, 32 obras do seu acervo foram incluídas no tombamento, entre elas a tela Paisagem, de Manna.